# Pedro Cuatrecasas
Pedro Cuatrecasas (Madrid, 27 de setembro de 1936) é um médico e farmacologista estadunidense.
Cuatrecasas estudou medicina na Universidade Washington em St. Louis, onde obteve o bacharelato em 1958 e o doutorado em medicina (M. D. , magna cum laude) em 1962. De 1962 a 1964 fez a residência médica no hospital da Universidade Johns Hopkins e pesquisou depois nos Institutos Nacionais da Saúde (Institute for Arthritis and Metabolic Diseases), a partir de 1967 foi médico oficial, enquanto foi ao mesmo tempo Lecturer de bioquímica na Universidade George Washington. A partir de 1970 foi Professor Associado e a partir de 1972 Professor da Escola de Medicina da Universidade Johns Hopkins. De 1975 a 1986 foi diretor de pesquisas da Wellcome Burroughs Carolina do Norte e ao mesmo tempo professor adjunto da Universidade Duke e da Universidade da Carolina do Norte. A partir de 1986 foi vice-presidente sênior de pesquisa da Glaxo e em 1988/89 diretor da Glaxo International Research. De 1989 a 1997 foi presidente de pesquisas farmacêuticas da Parke-Davis em Ann Arbor e de 1989 a 1997 vice-presidente da Warner-Lambert. A partir de 1990 foi também professor adjunto da Universidade de Michigan e a partir de 1997 da Universidade da Califórnia em San Diego.
É conhecido pela invenção e desenvolvimento da cromatografia de afinidades. Em sua época na indústria farmacêutica esteve envolvido no desenvolvimento e entrada no mercado de mais de 40 medicamentos, dentre os quais Aciclovir e Zidovudina (AZT).
Em 1972 recebeu o Prêmio John J. Abel de farmacologia. Em 1987 recebeu o Prêmio Wolf de Medicina com Meir Wilchek.